# Lâm Tĩnh Văn
Lâm Tĩnh Văn (tên tiếng Anh: Sophia Lam Ching Man, sinh ngày 20 tháng 6 năm 2009), là sao nhí Hong Kong. Vào năm 2015 tham gia chương trình dành cho thiếu nhi của TVB 《Tinh linh đồng học hội》, sau đó diễn xuất trong các bộ phim của TVB, trong đó có bộ phim 《Binh đoàn phái yếu》  vai lúc nhỏ của Lăng Vũ Cần và phim 《Bằng chứng thép IV》 vai Cao Thiện lúc nhỏ, một lần nữa được khán giả quen thuộc hơn. Giỏi diễn cảnh khóc, từng được ảnh hậu Huệ Anh Hồng khen ngợi.

## Tác phẩm tham gia

### Điện ảnh
| Năm  | Tên phim tiếng Việt       | Tên phim tiếng Trung | Vai diễn                |
| ---- | ------------------------- | -------------------- | ----------------------- |
| 2018 | Sau khi cáo biệt          | 告別之前             | Hân Hân                 |
| 2018 | Nữ hoàng choàng đáo chính | 女皇撞到正           | Mỹ Kỳ (thơ ấu)          |
| 2019 | Mất tích                  | 失蹤                 | Tiết Chỉ Doanh (thơ ấu) |
| 2021 | Nộ hoả                    | 怒火                 | Cô gái nhỏ              |
| 2021 | Hai nửa người cha         | 兩個半爸爸           |                         |
| 2021 | Anh em đào ngục           | 逃獄兄弟             | Dĩnh Kỳ (thơ ấu)        |
| 2021 | Thần thám đại chiến       | 神探大戰             | Con gái Hồng Thiên Minh |
| 2021 | Hạnh động chống đua xe    | 反飆車行動           | Huệ Mỹ                  |
| 2022 | Hắc thủy giới             | 黑水界               | Mạc Lâm (lúc nhỏ)       |
| 2022 | Biên duyên hành giả       | 邊緣行者             | Con gái Trần Vĩ         |
| 2022 | Cực viễn nhất miểu        | 極速一秒             | Con gái Lương Cạnh Huy  |

### Điện ảnh ngắn
| Năm  | Tên phim tiếng Việt    | Tên phim tiếng Trung | Vai diễn      |
| ---- | ---------------------- | -------------------- | ------------- |
| 2018 | Ký tái                 | 神探大戰             | Doãn Niệm Ân  |
| 2019 | Quá khứ thức tương lai | 未來過去式           | Jojo (thơ ấu) |
| 2021 | Tân liên nhi           |                      |               |

### Phim truyền hình (TVB)
| Năm           | Tên phim tiếng Việt                                  | Tên phim tiếng Trung | Vai diễn                               |
| ------------- | ---------------------------------------------------- | -------------------- | -------------------------------------- |
| 2017          | Người phụ nữ không biết làm nũng/ Binh đoàn phái yếu | 不懂撒嬌的女人       | Lăng Vũ Cần (thơ ấu)                   |
| 2018          | Tái sáng thế kỷ/ Câu chuyện khởi nghiệp              | 再創世紀             |                                        |
| 2018          | Cứu thê đồng học hội/ Hội đồng cứu vợ                | 救妻同學會           |                                        |
| 2019          | Bộ đội cơ động 2019                                  | 機動部隊2019         |                                        |
| 2020          | Ái hồi gia chi Khai tâm tốc đệ/ Mái ấm gia đình 4    | 愛回家之開心速遞     | Elsa, Lisa                             |
| 2020          | Pháp chứng tiên phong IV/ Bằng chứng thép IV         | 法證先鋒IV           | Cao Thiện (thơ ấu)                     |
| 2020          | Hàng ma đích 2.0/ Pháp sư bất đắc dĩ 2               | 降魔的2.0            | Cô bé nhỏ                              |
| 2020          | Những người tôi từng yêu                             | 那些我愛過的人       | Phương Thư Văn (thơ ấu)                |
| 2020          | Thải qua giới II/ Bước qua ranh giới                 | 踩過界2              | Triệu Chính Muội (thơ ấu)              |
| 2021          | Đại bộ tẩu/ Bước đi lớn                              | 大步走               | Quách Bối Nhi/ Viên Song Song (thơ ấu) |
| 2021          | Bác sĩ nhi khoa                                      | 星空下的仁醫         | Lư Khả Lâm (Lâm Lâm)                   |
| 2022          | Anh hùng thiết quyền                                 | 唐人街               | Kim Phúc Muội (thơ ấu)                 |
| 2022          | Tòa nhà Kim Tiêu 2                                   | 金宵大廈2            | Quách Miểu Miểu (thơ ấu) (Tập 3, 4)    |
| Chờ phát sóng | Sứ giả siêu năng                                     | 超能使者             | Tình Tình                              |

### Phim truyền hình (ViuTV)
| Năm  | Tên phim tiếng Việt  | Tên phim tiếng Trung | Vai diễn       |
| ---- | -------------------- | -------------------- | -------------- |
| 2019 | Quỷ tham tiền truyện | 詭探前傳             | Trần Tiểu Muội |
| 2019 | Đất nước lý tưởng    | 理想國               |                |

### Các chương trình khác
| Năm  | Tên chương trình       | Tên tiếng Trung | Vai diễn    |
| ---- | ---------------------- | --------------- | ----------- |
| 2015 | Tinh linh đồng học hội | 精伶童學會      |             |
| 2017 | Thiên địa Think Big    | Think Big天地   |             |
|      | Exelixia               | 耶世里喜雅      | Phan Phi Na |

### Tham gia MV âm nhạc
| Năm  | Ca khúc                                              | Ca sĩ             |
| ---- | ---------------------------------------------------- | ----------------- |
| 2018 | Ánh trăng không biểu đạt lòng tôi (月亮不代表我的心) | Lương Chiêu Phong |